# Major League Lacrosse Verteidiger des Jahres
Die Warrior Major League Lacrosse Verteidiger des Jahres-Auszeichnung wird jährlich an den besten Defensiv-Spieler der gesamten regulären Saison der MLL verliehen.
| Jahr | Spieler        | Team                 |
| ---- | -------------- | -------------------- |
| 2001 | Rob Doerr      | Baltimore Bayhawks   |
| 2002 | Christian Cook | New Jersey Pride     |
| 2003 | Ryan Curtis    | Boston Cannons       |
| 2004 | Nicky Polanco  | Philadelphia Barrage |
| 2005 | Nicky Polanco  | Long Island Lizards  |
| 2006 | Brodie Merrill | Rochester Rattlers   |
| 2007 | Brodie Merrill | Rochester Rattlers   |
| 2008 | Brodie Merrill | Rochester Rattlers   |
| 2009 | Brodie Merrill | Toronto Nationals    |
| 2010 | Brodie Merrill | Toronto Nationals    |
| 2011 | Brodie Merrill | Hamilton Nationals   |